# Йосаф (Журманов)
Йосаф Журманов (в миру Олександр Єфремович Журманов; 10 квітня 1877, Санкт-Петербург, Російська імперія — 18 березня 1962, Тамбов, Росія) — єпископ Сімферопольський і Таврійський РПЦ МП.

## Біографія
Здобув світську освіту.
У 1894 році закінчив Петербурзьке реальне училище.
У 1898 році закінчив Санкт-Петербурзьке комерційне училище .
У 1915 році прийняв чернечий постриг з ім'ям Йосаф. На свято Стрітення Господнього був висвячений на ієродиякона, а в день свята Благовіщення — на ієромонаха.
У перші роки свого чернецтва ніс різні послухи: був завідувачем Серафимо-Антоніївським скитом Олександро-Невської Лаври, завідував цвинтарню лаврської конторою, був лаврським бібліотекарем і завідувачем музею, потім скарбником Лаври і членом Духовного собору Лаври.
У 1922—1923 роках перебував у розколі. У цей час був зведений в сан архімандрита і призначений намісником, а 14 вересня 1922 року — настоятелем Олександро-Невської Лаври .
З 1924 року — благочинний Санкт-Петербурзької єпархії.
З 1933 року —- настоятель одного з храмів в Санкт-Петербурзі. З 1938 року — за штатом.
Пережив у Санкт-Петербурзі першу блокадну зиму, потім був евакуйований в Алапаєвськ.
11 серпня 1944 року в залі засідань Священного Синоду наречений єпископом Сімферопольським і Таврійським. Наречення здійснювали: Патріарший місцеблюститель Митрополит Санкт-Петербурзький і Новгородський Алексій Симанський, Митрополит Крутицький Микола Ярушевич, Архієпископ Тульський і Белевський Віталій Введенський і Єпископ Можайський Макарій (Даев) .
13 серпня 1944 хіротонізований в Москві на єпископа Сімферопольського і Таврійського. Хіротонію здійснювали: Патріарший місцеблюститель митрополит Санкт-Петербурзький і Новгородський Алексій Симанський, митрополит Крутицький Микола Ярушевич і архієпископ Тульський і Бєлевський Віталій Введенський.
У відносинах з владою виявляв зговірливість. Під час керування єпархією у єпископа Йосафа було вісімнадцять храмів. У Сімферополі після відходу німців «було сім діючих церков і молитовних будинків. Під натиском уповноваженого ухвалив, що для Сімферополя сім церков багато і своїм розпорядженням дві церкви об'єднав з іншими прилеглими церквами … В Ялті було три діючих церкви, розташованих одна від одної на близькій відстані. На всі три церкви був один священик. Він об'єднав їх у один прихід із залишенням однієї діючої церкви» .
Восени 1944 року брав участь в Передсоборній нараді єпископів.
З 31 січня по 4 лютого 1945 року брав участь в роботі Помісного Собору Російської Православної Церкви, який обрав патріархом митрополита Алексія Симанського.
9 квітня 1946 року призначений єпископом Тамбовським і Мічурінським.
Для підвищення рівня освіти духовенства в 1946 р. намагався організувати короткострокові пастирські курси, але справа ця стала майже неможливою, однак більш успішною була діяльність комісії з екзаменації кандидатів у священство, яка діяла довгий час. У свій час випускався машинописний Бюлетень, в якому публікувалися єпархіальні новини і циркуляри єпископа. Це невелике видання надсилалося всім благочинним .
До настання нового періоду утисків церкви число діючих храмів у єпархії збільшилася до 49, в Тамбові побудована Петропавлівська церква (1947—1948), що було дуже рідкісним явищем для того часу .
У 1948 році був тимчасовим членом Священного Синоду Російської православної церкви.
В кінці 40-х на початку 50-х років посилилося відвідування паломниками святих джерел у єпархії. Під тиском влади владика Йосаф змушений був видати указ, що забороняв клірикам служити молебні на джерелах .
4 лютого 1955 році возведений у сан архієпископа.
25 лютого 1960 нагороджений правом носіння хреста на клобуці.
8 серпня 1961 звільнений на спокій.
18 березня 1962 помер у Тамбові. Похований на Петропавлівському кладовищі Тамбова.